# 22291 Heitifer
22291 Heitifer este un asteroid din centura principală de asteroizi.

## Descriere
22291 Heitifer este un asteroid din centura principală de asteroizi. A fost descoperit pe 2 februarie 1989 la Tautenburg de Freimut Börngen. Asteroidul prezintă o orbită caracterizată de o semiaxă mare de 3,19 ua, o excentricitate de 0,12 și o înclinație de 17,8° în raport cu ecliptica.